# Leonid Mandelstam
Leonid Isaakovitsj Mandelstam of Mandel’shtam (Russisch: Леони́д Исаа́кович Мандельшта́м) (Mahiljow, 4 mei [O.S. 22 april] 1879 – Moskou, 27 november 1944) was een Sovjet-Russisch natuurkundige. Samen met Abram Joffe wordt hij gezien als grondlegger van de moderne Russische natuurkunde.

## Biografie
Leonid Mandelstam werd geboren in Mahiljow (destijds Keizerrijk Rusland, tegenwoordig gelegen in de Wit-Rusland) als zoon van de bekende arts Isaak Grigorievitsj Mandelstam en Minna Lvona Kahn, een talentvolle pianiste en linguïste. De familie Mandelstam verhuisde naar Odessa toen hij nog jong was terwijl hij thuis werd onderwezen. Op zijn twaalfjarige leeftijd ging hij naar de middelbare school waar hij in 1897 zijn diploma behaalde.
Aansluitend ging Mandelstam wiskunde studeren aan de Novorossiya-universiteit te Odessa, maar rondde er zijn opleiding niet af omdat hij in 1899 betrokken raakte bij anti-regeringsbetogingen. Op advies van zijn ouders reisde hij naar Straatsburg (toen onderdeel van Duitsland) om aan de universiteit aldaar wis- en natuurkunde te studeren. Daar werd hij sterk beïnvloed door Karl Ferdinand Braun, en diens werk op het gebied van elektromagnetisme en radiotelegrafie.
In 1902 behaalde hij er zijn doctoraat in de natuurfilosofie. Hij bleef vervolgens aan als Brauns assistent en werd er in 1913 benoemd tot hoogleraar, wat uitzonderlijk was voor buitenlanders. In Straatsburg ontmoette en huwde hij in 1907 Lidya Solomonovna Isakovitsj, die later de eerste vrouwelijke Russische architect zou worden.
In de aanloop naar de Eerste Wereldoorlog keerde Mandelstam in 1914 terug naar zijn vaderland, arriverend in Odessa op de dag dat de oorlog werd uitgeroepen. Hij had achtereen verschillende baantjes; docent natuurkunde aan de Novorossiya-universiteit (1914-15), consultant bij de radiotelegrafiefabriek van Siemens & Halske in Sint-Petersburg (1915-17), consultant hij het Centrale Radiolaboratorium, eerste in Moskou (1918-22) en daarna in Sint-Petersburg (1922-25). In 1925 werd hij benoemd tot hoogleraar theoretische natuurkunde aan de Staatsuniversiteit van Moskou. Naast zijn hoogleraarschap accepteerde hij in 1934 een aanstelling aan het Lebedev Instituut van de Russische Academie van Wetenschappen.
Aan het begin van de Tweede Wereldoorlog werd hij vanwege zijn zwakke gezondheid uit Moskou geëvacueerd. Maar aan het einde van de oorlog keerde hij terug en hervatte zijn werkzaamheden aan de universiteit en het Lededev Instituut tot aan zijn overlijden in 1944.

## Wetenschappelijk prestaties
De nadruk van zijn werk wordt algemeen gezien de theorie van oscillaties, waaronder optica en kwantummechanica. Hij was samen met Grigori Landsberg medeontdekker van inelastisch combinatoriale verstrooiing van licht, een week voordat hetzelfde fenomeen onafhankelijk werd ontdekt door C.V. Raman en K.S. Krishnan. Een andere belangrijke bijdrage van hem (samen met Nikolay Papaleski) was het bedenken van een methode om nauwkeurige langeafstandsmetingen te verrichten door gebruik te maken van radio-interferentie technieken.

## Erkenning
Voor zijn werk werd hij onderscheiden met de Leninprijs in 1931, de Orde van de Rode Vlag van de Arbeid in 1940, de Stalinprijs in 1942 en de Leninorde in 1944. Bekende studenten van Mandelstam waren onder andere Igor Tamm, Mikhail Leontovich, Aleksandr Andronov en Grigori Landsberg.